# لورسي (أين)
لورسي (بالفرنسية: Lurcy)‏ هي بلدية فرنسية تقع في إقليم الأين في فرنسا. رمز إنسي لها هو:1225. أما الرمز البريدي لها فهو: 1090.